# Jaderná elektrárna Seabrook
Jaderná elektrárna Seabrook (anglicky Seabrook Nuclear Power Plant) je provozní jaderná elektrárna ve Spojených státech. Nachází se v blízkosti města Seabrook ve státě New Hampshire, asi 65 kilometrů severně od Bostonu a 16 kilometrů jižně od Portsmouthu. Jediný blok elektrárny má hrubý výkon 1296 MW. Elektrárnu vlastní a provozuje společnost NextEra Energy Resources.

## Historie a technické informace

### Počátky
Společnost Public Service Company of New Hampshire zpočátku hledala lokalitu pro stavbu nové jaderné elektrárny v roce 1966. Původně bylo zamýšleno postavit jadernou elektrárnu v Newingtonu, ale stavební povolení bylo zamítnuto kvůli obavám, že navrhované místo je přiliš blízko letecké základny Pease. Poté, co bylo vybráno nové umístění u Seabrooku, byly stavební plány dokončeny v roce 1972. Společnost původně chtěla, aby první z bloků byl v provozu již v roce 1979 a druhý v roce 1981 s celkovými náklady do 1 miliardy amerických dolarů.
Původně byl očekáván silný odpor, ale když byly plány výstavby a provozu předloženy městu Seabrook, plány se setkaly s nadšeným ohlasem jak vedení města tak obyvatel a byly jednomyslně schváleny, což je neobvyklé.

### Výstavba
Výstavba prvního bloku byla oficiálně zahájena 7. července 1976. Jedná se o čtyřsmyčkový tlakovodní jaderný reaktor Westinghouse M412. Hrubý výkon dosahuje 1296 MW a čistý, který je odesílán do sítě je 1246 MW.
Výstavba druhého bloku byla zahájena 1. července 1976. Typ, parametry a výkon bloku zůstaly nezměněny.
Výstavba začala ve spolupráci mezi šestnácti energetickými skupinami. Četné problémy však vedly ke zpoždění stavby. Na podzim roku 1976 regionální správce Agentury pro ochranu životního prostředí v Nové Anglii zamítl systém vypouštění chladicí vody, který by znemožnil provoz elektrárny, ale vůči rozhodnutí bylo podáno odvolání a později bylo v roce 1978 zrušeno.
Při výstavbě došlo i přes počáteční nadšení k mnoha protestům a projevům občanské neposlušnosti, z nichž největší byl v roce 1977 a měl přes 1400 zatčených. Havárie v elektrárně Three Mile Island v roce 1979 situaci příliš nezlepšila, naopak protesty byly ještě častější.
V roce 1984, kvůli pokračujícím finančním a regulačním problémům, majitelé po utracených 800 milionech dolarů zastavili výstavbu druhého bloku při 25% dokončení. Výstavba bloku 1 byla nakonec fyzicky dokončena v roce 1986, ale krátce nato v roce 1988 vedl velký dluh k bankrotu hlavního vlastníka společnosti Seabrook PSNH.
Stavba elektrárny Seabrook byla dokončena o deset let později, než se očekávalo, navíc s náklady blížícími se 7 miliardám dolarů.

### Uvedení do provozu
První blok poprvé dosáhl kritického stavu dne 13. června 1989. Do sítě byl připojen 29. května 1990 a komerční provoz nastal dne 19. srpna 1990.
Jediný blok elektrárny má od NRC udělenou provozní licenci do 15. března 2050. Původní licence by vypršela v roce 2030, ale byla podána žádost o prodloužení, které NRC vyhovělo.

### Incidenty a případy
V roce 1998 byl propuštěn elektrikář elektrárny krátce poté, co upozornil na bezpečnostní problém ohledně konfigurace systémového vedení. NRC zahájila vyšetřování této záležitosti a rozhodla, že toto jednání bylo porušením zahrnujícím diskriminaci zaměstnance za to, že vzbudil obavy o bezpečnost. Tato událost měla za následek občanskoprávní pokutu 55 000 USD vedení, které elektrikáře propustilo.
V roce 2000 selhal jeden ze dvou nouzových dieselových generátorů stanice Seabrook během kontrolního testu.
V roce 2012 zažilo jižní pobřeží Maine zemětřesení o síle 4,0 během výpadku výměny paliva v elektrárně.

### Okolní obyvatelstvo
NRC definuje dvě zóny havarijního plánování kolem jaderných elektráren. První o poloměru 16 kilometrů, která se týká především vystavení radioaktivní kontaminace vzduchu a poté druhou o poloměru 80 kilometrů, jež se zabývá kontaminací potravin a vody.
Podle studie NRC zveřejněné v srpnu 2010 byl odhad každoročního rizika zemětřesení dostatečně silného na to, aby způsobilo poškození aktivní zóny reaktoru 1 ku 45 455.

## Informace o reaktorech
| Reaktor    | Typ reaktoru      | Výkon   | Výkon   | Zahájení výstavby | Připojení k síti               | Uvedení do provozu             | Uzavření                       |
| Reaktor    | Typ reaktoru      | Čistý   | Hrubý   | Zahájení výstavby | Připojení k síti               | Uvedení do provozu             | Uzavření                       |
| ---------- | ----------------- | ------- | ------- | ----------------- | ------------------------------ | ------------------------------ | ------------------------------ |
| Seabrook-1 | Westinghouse M412 | 1246 MW | 1296 MW | 7. 7. 1976        | 29. 5. 1990                    | 19. 8. 1990                    |                                |
| Seabrook-2 | Westinghouse M412 | 1149 MW | 1199 MW | 1. 7. 1976        | Výstavba zrušena 1. ledna 1988 | Výstavba zrušena 1. ledna 1988 | Výstavba zrušena 1. ledna 1988 |